# Madsbyparken
Madsbyparken er et stort grønt areal i det vestlige Fredericia på ca. 80 ha., der bl.a. indeholder familieattraktion, Madsby Legepark. Legeparken er et gratis udendørs legeland med dyrehold, legeplads, tarzanbane og dukketeater.
Madsbyparken er også Fredericia Idrætscenter, et af Danmarks største idrætsanlæg under tag. Der tilbydes alt fra tropisk badeland til fitnesscenter, bowling, kegler, badminton, bordtennis samt en café.
Derudover findes Den Historiske Miniby, der er en kopi af købstaden Fredericia i år 1849, genskabt i størrelsesforholdet 1:10.
Der er endvidere fodboldbaner, byens stadio, Monjasa Park, samt vandrehjem og hotel.